# Parotoplana mollis
Parotoplana mollis är en plattmaskart som beskrevs av Ax och Sopott-Ehlers 1987. Parotoplana mollis ingår i släktet Parotoplana och familjen Otoplanidae. Inga underarter finns listade i Catalogue of Life.